# Bregneblomst
Bregneblomsten er en magisk blomst i slavisk og baltisk mytologi. Det skal bemærkes, at bregnen ikke blomstrer i virkeligheden.

## Myten
Ifølge myten blomstrer blomsten kun i en meget kort periode under sommersolhverv. Blomsten bringer lykke til den der finder den. Denne lykke er ifølge de forskellige myter enten held, rigdom eller evnen til at forstå dyrernes sprog. Blomsten er dog beskyttet af onde ånder, men den der finder den vil have adgang til jordiske rigdomme som dog ikke vil gavne nogen. Derfor er det op til den enkelte om vedkommende vil plukke blomsten eller ej.

## Baltikum
I Baltikum skulle blomsten kun blomstre under Sankt Hans, og den er her et symbol på frugtbarhed. Unge par som finder blomsten vil altså blive frugtbare. 

## Slaviske lande
Ifølge den slaviske myte blomstrer blomsten på Kupala natten. Her vil unge piger og par gå ud i skoven for at finde bregneblomsten. Hvis en mand kommer ud af skoven med en piges blomsterkrans om halsen betyder det at de er blevet forlovet. Ifølge traditionen er bregneblomsten en Chervona Ruta, som normalt er gul, men som bliver rød på Kupala natten. 